# Tremithousa
Tremithousa (in greco Τρεμιθούσα Πάφου?) è una comunità (in greco κοινότητα?, koinótita) e un villaggio nel distretto di Pafo a Cipro, situato 7 km a nord di Pafo.
Nel 2011 Tremithousa aveva 1 041 abitanti.

## Geografia fisica
Il villaggio di Tremithousa, situato a circa 3 chilometri a nord-ovest della città di Pafos, è situato tra la montagna e il mare a 294 m sul livello del mare, e offre una vista panoramica della zona circostante. In questa posizione, il visitatore può godere della natura, dei ruscelli e delle sorgenti che irrigano gli alberi di noci, mandorle, agrumi e verdure qui prodotti. Il suo territorio digrada generalmente da nord-est a sud-ovest e l'altitudine varia da 150 a 500 metri.
Tremithousa fa registrare una piovosità media annua di circa 520 millimetri.
Per quanto riguarda i trasporti su gomma Tremithousa è collegata a nord con il monastero di Agios Neophytos, a nord-est con il villaggio di Tala e a est con la strada principale Pafo - Tsada - Polis. Inoltre si trova vicino a Mesa Chorio e al villaggio di Mesogi.

## Origini del nome
Tremithousa prese il suo nome dalla "Tremithia" (Terebinto: Pistacia terebinthus) la quale è un albero che si trovava in grandi quantità nella zona circostante.  Così il nome Tremithousa implica una zona che è piena di alberi di Terebinto.  Infatti, nei tempi antichi il villaggio era noto per la sua produzione di "Pafitiki Pissa" (gomma di Pafos) (in greco cipriota: Παφίτικη Πίσσα), che è fatta con la resina dell'albero di Terebinto. Anticamente si macinava il frutto della tremithia con i mulini tradizionali e si produceva l'olio tradizionale, che era usato da tutte le famiglie. Diversi residenti lo usavano per scopi terapeutici.

## Storia
Il villaggio esisteva già durante il Medioevo e - durante l'epoca della dominazione dei Lusignano - apparteneva amministrativamente al villaggio di Empa. Qui Riccardo Cuor di Leone sconfisse Isacco Comneno, conquistando a fine maggio 1191 Nicosia, prima di proseguire per Tiro.
Probabilmente è il villaggio che fu concesso nel 1375 - insieme ad altri - a Tibaldi Belfarang dal re Pietro II di Cipro come ricompensa per i servizi offerti nella guerra contro i Genovesi.

## Monumenti e luoghi d'interesse

### Architetture religiose

#### Chiesa di Agios Reginos & Orestis
La vecchia chiesa del villaggio che era dedicata a Riginos e Orestis, due santi stranieri -che però si dice abbiano condotto una vita ascetica a Cipro e vengono celebrati insieme il 20 agosto- si trovava un po' fuori dal villaggio, a est e vicino a un fiume.  La chiesa fu distrutta e crollò con il terremoto del 1953.  Infatti, c'è una tradizione che riporta che, un po' più lontano da questa chiesa, c'era un ponte con una grotta proprio sotto di esso, che aveva stalattiti al suo interno.  L'acqua sgorgava da quel punto.  Durante il loro tour di Cipro allo scopo di predicare il cristianesimo, i due santi si nascosero in quella grotta e vi rimasero per due-tre giorni dopo essere stati perseguitati.  Questo luogo è considerato sacro e molti sono i fedeli che cercano di essere guariti lavandosi le mani e il viso con l'acqua miracolosa di questa grotta, i due santi sono anche conosciuti come miracolati per quanto riguarda la febbre e i brividi.  La grotta esiste ancora oggi anche se è deserta. Nel 1963 iniziò la costruzione della nuova chiesa dei Santi Riginos e Orestis.  La chiesa fu completata e battezzata nel 1965 in una posizione al centro del villaggio e un po' più lontano dalla chiesa di San Giorgio.  In mezzo alle case del villaggio, è fatta di pietra e ha un tetto semicircolare coperto di tegole.  Il campanile è una struttura semplice adiacente al resto dell'edificio, non è molto alto e ha due campane.  Può ospitare 100-150 cristiani.  Internamente, lo schermo delle icone è fatto a mosaico (intarsio) ed è completato dalle icone sacre incastonate.  I salteri sono in legno - di vecchia fattura - così come il trono del sommo sacerdote. Non c'è un soppalco per le donne ma l'icona sacra dedicata ai santi (XVIII secolo) è posta su uno speciale inginocchiatoio sigillato, posto a sinistra dell'iconostasi e verso l'angolo. Una o due volte al mese vi si svolge una liturgia. La festa dei due santi viene celebrata congiuntamente il 20 agosto, quando la loro icona sacra viene portata in processione.

#### Chiesa di Agios Georgios
La chiesa di San Giorgio, di recente costruzione, si trova a sud-ovest del villaggio di Tremithousa.  Ora è la chiesa principale del villaggio, sostituendo in questa funzione quella dedicata ai santi Riginos e Orestis.
La prima pietra fu posta nel 2001 e la chiesa fu consacrata il 13 giugno 2004.  Architettonicamente è costruita in stile bizantino con una cupola.  Può ospitare circa 500-600 fedeli.  Esternamente è dipinta e imbiancata, mentre nel suo interno prevale la semplicità.
La ricchezza della chiesa è dovuta alla munificenza del vescovo di Pafos, del Comitato della Chiesa e degli abitanti della comunità.  L'iconostasi è intagliata in legno di noce.  Anche i salteri sono rivestiti in noce e sono stati donati dallo scultore e dal costruttore.
Il comodo soppalco per le donne, costruito in modo semicircolare, permette alle fedeli di vedere e godere comodamente delle funzioni ogni domenica e nei giorni festivi.
Esternamente, ci sono progetti per arricchire e completare il cortile con una pavimentazione in ardesia.  La chiesa festeggia il 23 aprile, giorno in cui la santa icona del santo viene portata in processione e molti fedeli delle regioni circostanti vengono ad onorare il giorno di San Giorgio.

## Società

### Evoluzione demografica
Il villaggio, a causa della breve distanza tra esso e la città di Pafo, ha subito grandi fluttuazioni della popolazione.  Nel 1881 gli abitanti di Tremithousa erano 156, che aumentarono a 196 nel 1891, a 227 nel 1901 e a 260 nel 1911.  Nel 1921 gli abitanti erano 298, 317 nel 1931, 374 nel 1946 e 418 nel 1960.  Nel 1973 gli abitanti di Tremithousa erano 424.  Nel 1976 gli abitanti scesero a 421 e nel 1982 a 369.  Nel censimento del 2001 gli abitanti erano 700. Oggi sono 1300.

## Economia

### Agricoltura
Nella regione si coltivano viti di varietà da vino, verdure, cereali, piante da foraggio, agrumi, mandorle, noci e legumi.  Particolarmente rinomato è il miele aromatico della zona.